# Ali Kuli Khan Qadjar
Ali Kuli Khan Qadjar (Astarabad, 1755/1756 - Teheran, 1824/1825) fou el més jove dels nou fills de Muhammad Hasan Khan Qadjar i germanastre d'Agha Muhàmmad Khan Qajar.
El 1758/1759 després de la derrota del seu pare fou portat a Qazwin per orde de Karim Khan Zand, i després a Siraz amb altres germans. A la mort de Karim el 1779 va poder fugir amb el seu germà Agha Muhammad cap a Astarabad, i va servir al seu germà durant vint anys. El seu germà l'anomenava Agha Badji que s'aplicava als efeminats o almenys als que no eren cruels.
El 1781 va aconseguir expulsar els caps kurds i àrabs de Semnan al Gran Khorasan, i va rebre el territori en feu (soyurgal); després va tenir un paper principal en la conquesta de Khwar i Varamin, a uns 50 km al sud de Teheran, que eren els centres de la facció rival Develu dels qajars.
El 1783 es va separar del seu germà i va fer les paus amb els Zand, però les lluites entre aquests va permetre a Agha Muhammad recuperar les posicions perdudes per la defecció del seu germà. Es va penedir i fou perdonat pel seu germà.
Va dirigir fins a sis campanyes contra els Zand i altres caps del sud. El 1785/1786 va sotmetre als Fayli del sud-oest i el 1788/1789 va acompanyar al seu germà a la campanya de Fars que no va tenir èxit. Al retorn va rebre el comandament de dos mil homes a la província d'Esfahan però es va haver de retirar davant de Djafar Khan Zand que tenia forces més nombroses; va retornar amb reforços i va ocupar la ciutat. El 1789/1790 durant la segona campanya de Fars va dirigir una força de 7000 homes i va sotmetre a les tribus lur dels kuhghiluya. El 1793/1794 va fer la campanya de Kirman conquerint Shahr-e Babak i Sirdjan, sent enviat després a ocupar la regió de Luristan. En la campanya del Caucas fou enviat primer al Kanat de Xirvan i després a Erevan.
En la confusió que va seguir a l'assassinat d'Agha Muhammad el 1797 i la desintegració del seu campament a Shusha, va dirigir les seves forces cap a Teheran. Com que era l'únic fill viu de Muhammad Hasan Khan es considerava amb dret de pujar al tron, tot i que el seu germà havia designat al seu propi fill Baba Khan (Fat·h-Alí Xah Qajar) com a hereu. En arribar a Teheran se li van tancar les portes i va haver de restar a la fortalesa d'Alishah Ewaz a uns 30 km a l'oest. Quan Fat·h-Alí Xah va entrar a la capital el va cridar per negociacions, i al palau fou agafat a traïció i cegat, sent tot seguit enviat en exili a Barforush (moderna Babol), on va morir el 1824/1825.